# Claudia Kolb
Claudia Kolb (Hayward, Kalifornija, 19. prosinca 1949.) je bivša američka plivačica.
Dvostruka je olimpijska pobjednica u plivanju, a 1975. godine primljena je u Kuću slavnih vodenih sportova.